# Varada
Varada (El que fa favors) és un riu del sud de l'Índia afluent del Tungabhadra. Neix prop de la població de Sagar al districte de Shimoga i corre en direcció nord cap a Maharashtra i després en direcció cap a l'est fins a desaiguar al Tungabhadra prop de la població de Gulnatha sota d'Havanur.